# ルイス・ボータ

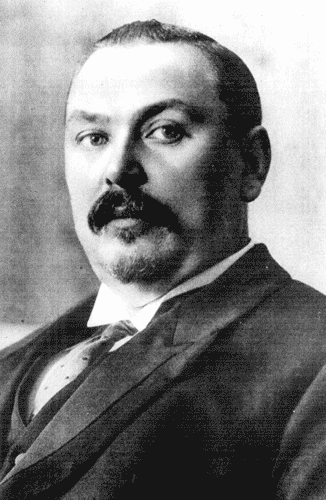
ルイス・ボータ

ルイス・ボータ（Louis Botha [ˈlu.i ˈbuəta]、1862年9月27日 - 1919年8月27日）は、南アフリカの政治家。アフリカーナー。南アフリカ連邦の初代首相を務めた。

## ボーア戦争

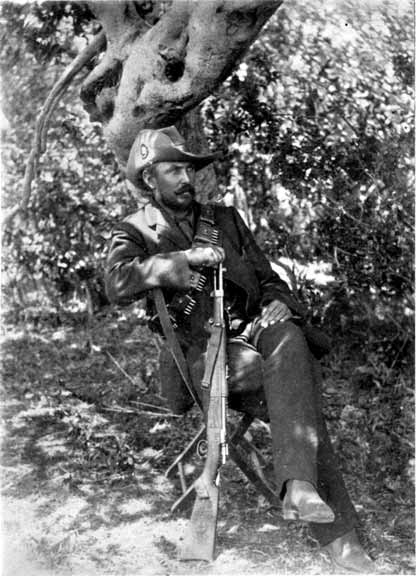
ボーア戦争時のボータ

ボータは1862年9月27日、トランスヴァール共和国のグレイタウン（現クワズールー・ナタール州）のグレイタウンにて生まれた。ボータは農業で成功し、広大な農地を持つ地主となった。1897年、フレイヘイト（現クワズールー・ナタール州）選出の国会議員としてトランスヴァール議会に席を得たボータは、2年後にボーア戦争が勃発するとルーカス・マイヤーの下で北ナタールを転戦し、コレンソの戦いやスピオン・コップの戦いでイギリス軍を破って名を上げた。その後最高司令官ピート・ジュベールの下につき、ジュベールが腹膜炎で3月28日に死去するとトランスヴァールの軍司令官となり、ジュベール靡下にあった軍を率いてイギリスと戦った。首都プレトリアが陥落すると、ボータもコース・ド・ラ・レイやクリスティアーン・デ・ヴェト、ヤン・スマッツやジェームズ・ヘルツォークらとゲリラ戦術を取り、鉄道や軍事施設を襲撃してイギリス軍を苦しめ、ボーア人の人口以上のイギリス軍相手に2年間持ちこたえた。1899年11月15日のイギリス軍装甲列車への攻撃時には、従軍記者としてイギリス軍と行動を共にしていてた後の英国首相、ウィンストン・チャーチルを捕らえた。
1902年、イギリスから降伏勧告と講和条約の提案が来ると、ボータも賛成派に回りフェリーニヒング条約に調印する。これによりトランスヴァールとオレンジ自由国の独立は失われ、両国は植民地としてイギリスの直接統治を受けることとなった。

## 南アフリカの統一
ケープ植民地総督のアルフレッド・ミルナーらは両植民地をイギリス化することを望み、英語の公用語化を行い鉱山主らイギリス系中心の統治を行った。これに反発したボータとスマッツは1905年、ヘット・フォルク（国民）を結成してアフリカーナーの団結を訴え、ボーア戦争中にイギリスに投降したり、協力したボーア人をもまとめることに成功した。オレンジ川植民地において同じ活動を行ったヘルツォークとも協力し、1906年に両植民地での議会開設を勝ち取った。1907年に行われた選挙においてヘット・フォルクとボーア派は大勝し、1907年2月4日、ボータはトランスヴァール首相に就任した。
トランスヴァールの政権を握ると、ボータとスマッツは南アフリカにある4植民地の合同を提案した。1908年にダーバンで行われた統一会議において統一の基本線が決められ、各植民地の支持を受けて1910年5月31日に南アフリカ連邦が成立すると、ボータは首相に就任した。

## 連邦首相
統一後、ボータはスマッツと南アフリカ党を結成し党首となったが、イギリスや鉱山主たちに配慮した政治を行ったため、アフリカーナーの勢力拡大を目指すヘルツォークと衝突し、ヘルツォークも1914年に国民党を結成して内閣から離脱した。
1914年に第1次世界大戦が勃発すると、ボータは参戦を決め兵力を送り、またドイツ領南西アフリカの占領を計画したが、これに不満なアフリカーナーたちはデ・ヴェトやサロモン・マリッツのもとでマリッツ反乱を起こしたものの鎮圧された。作戦自体はアフリカ戦線 (第一次世界大戦)の一環として続行され、南西アフリカは南アフリカの支配下に入った。
1919年のヴェルサイユ条約においては条件が中央同盟国に厳しすぎるとしたが、最終的には調印した。ボータが亡くなったのは同年の8月27日で、心不全のためプレトリアで没した。